# Piper aristolochiifolium
Piper aristolochiifolium là một loài thực vật có hoa trong họ Hồ tiêu. Loài này được (Trel.) Yunck. miêu tả khoa học đầu tiên năm 1950.